# Kensuke Nebiki
Kensuke Nebiki (jap. 根引 謙介 Nebiki Kensuke; ur. 7 września 1977) – japoński piłkarz występujący na pozycji obrońcy.

## Kariera klubowa
Od 1996 do 2006 roku występował w klubach Kashiwa Reysol, Independiente i Vegalta Sendai.